# Dar El Kebdani
Dar El Kebdani (en àrab دار الكبداني, Dār al-Kabdānī; en amazic ⴷⴰⵕ ⴽⴱⴷⴰⵏⵉ, Thadarte nel Kabdani) és una comuna rural de la província de Driouch, a la regió de L'Oriental, al Marroc. Segons el cens de 2014 tenia una població total de 9.911 persones.